# ۱۶۳۱ (میلادی)
سال ۱۶۳۱ (MDCXXXI) سالی بود که از چهارشنبهٔ گاهشماری گرگوری شروع می‌شد.

## زادروزها
- ۱ ژانویه - کاترین فیلیپس، شاعر انگلیسی-ولزی (مرگ ۱۶۶۴)
- ۲۰ فوریه - توماس اوزبورن، نخستین دوک لیدز، سیاست‌مدار انگلیسی (مرگ ۱۷۱۲)
- ۱۶ مارس - رنه له بوسو، منتقد فرانسوی (مرگ ۱۶۸۰)
- ۲ مه - جان مورای، نخستین مرزبان آتول (مرگ ۱۷۰۳)
- ۱۵ ژوئیه - ینس یوئل، دیپلمات دانمارکی (مرگ ۱۷۰۰)
- ۱۹ اوت - جان دریدن، نویسنده انگلیسی (مرگ ۱۷۰۰)
- ۳ سپتامبر - ویلیام استفتون، حاکم آمریکایی در سالم ویچ تریالز (مرگ ۱۷۰۱)
- ۴ نوامبر - شاهزاده ماری، شاهزاده رؤیایی و شاهزاده پرتقالی (مرگ ۱۶۶۰)
- ۱۴ دسامبر - خانم آنه فینچ کونوی، فیلسوف انگلیسی (مرگ ۱۶۷۹)

## مرگ‌ها
- ۷ ژوئن - ممتاز محل: همسر ایرانی‌تبار شاه جهان امپراتور مغول هندوستان.
- ۲۱ ژوئن – جان اسمیت (کاشف)، یک جهانگرد، دریانورد و کاشف بریتانیایی که به قارهٔ آمریکا رفت (ز. ۱۵۸۰)